# À coup sûr
Pour plus de détails, voir Fiche technique et Distribution.
À coup sûr est un film français coécrit et réalisé par Delphine de Vigan, sorti en 2014. Il s'agit du premier film en tant que réalisatrice de l'écrivaine (No et Moi, Rien ne s'oppose à la nuit), qui en a écrit le scénario avec Chris Esquerre.

## Synopsis
Emma (Laurence Arné), jeune femme dynamique à qui tout réussit et élevée par son père dans le culte de la performance, remet en question ses compétences en matière de sexualité à la suite d'un retour très négatif de son dernier partenaire. Dès lors, elle décide de devenir le meilleur coup de Paris et de façon très méthodique, avec un plan d'action scientifique (théorie, travaux pratiques, validation des acquis..) : pour ce faire elle rencontrera un sexologue, une escort girl et un acteur porno, avant de réaliser que les choses ne sont pas si simples.

## Fiche technique
- Titre original : À coup sûr
- Réalisation : Delphine de Vigan
- Scénario : Delphine de Vigan, Chris Esquerre
- Musique : Pascal Sangla
- Photographie : Antoine Monod
- Montage : Reynald Bertrand
- Production : Frédéric Brillion, Gilles Legrand
- Société de production : Épithète Films
- Société de distribution : Universal Pictures International
- Pays d'origine :  France
- Langue originale : français
- Format : couleur
- Genre : comédie
- Durée : 91 minutes
- Dates de sortie :
  - Belgique et France : 15 janvier 2014

## Distribution
- Laurence Arné : Emma Dorian
- Éric Elmosnino : Tristan Fersen
- Didier Bezace : Paul
- Julia Faure : Agathe, l'escort-girl
- Éric Boucher : Ben Dorian, le frère d'Emma
- Valérie Bonneton : Béné Dorian, la belle-soeur d'Emma
- François Morel : le docteur Gipch
- Jérémy Lopez : Yann, le stagiaire
- Riton Liebman : Thierry
- Loïc Corbery : Tom Lesage, le dentiste
- Damien Ferrette : Bob Clark, l'acteur porno
- Sophie de La Rochefoucauld : Michèle
- Yolande Folliot : Françoise
- Aude Briant : Nicole
- Delphine Chuillot : Catherine
- Laetitia de Fombelle : la serveuse
- Ophélie Koering : la petite amie de Tristan
- François Busnel : le livreur

## Production

### Tournage
Le tournage du film a lieu à Paris, et notamment au Café Campana, situé au Musée d'Orsay dans le 7e Arrondissement.

## Accueil

### Box-office
Le film fait 129 656 entrées en France.

## Autour du film
- Il s’agit du premier long métrage de Delphine de Vigan.